# Euteliidae
Euteliidae — родина совкоподібних метеликів, яка колись розглядалась у ранзі підродини Euteliinae у родині совки (Noctuidae). Включає 520 видів у 29 родах.

## Опис
Кінець черевця самця з двома латеральними пучками волосків, у самиці вуздечка зчіпного апарату крил утворена двома щетинками: довгою міцною і короткою слабкою. Малюнок передніх і задніх крил модифікований, утворений тонкими хвилястими лініями.

## Роди
- Anigraea Walker, 1862
- Anigraeopsis Warren, 1914
- Anuga Guenée, 1858
- Aplotelia Warren, 1914
- Atacira C. Swinhoe, 1900
- Caedesa Walker, 1862
- Caligatus Wing, 1850
- Chlumetia Walker, 1866
- Colpocheilopteryx Wallengren, 1865
- Erysthia Walker, 1862
- Eutelia Hübner, 1823
- Kobestelia Holloway, 1985
- Marathyssa Walker, 1865
- Paectes Hübner, 1818
- Parelia Berio, 1957
- Pataeta Walker, 1858
- Penicillaria Guenée, 1852
- Phalga Moore, 1881
- Targalla Walker, [1858]
- Thyriodes Guenée, 1852